# 群加藏族乡
群加藏族乡是中华人民共和国青海省西宁市湟中区下辖的一个民族乡。

## 行政区划
群加藏族乡下辖以下村级行政区划单位：
唐阳村、上圈村、下圈村、土康村和来路村。